# 廣州婦兒商店
廣州婦兒商店，全名廣州市婦女兒童用品公司。於1956年成立，地處繁華的廣州市上下九商業步行街，是建國初期廣州市三大百貨零售商店之一。現歸廣百公司管理，近年婦兒公司在天河開設分店。

## 現況
1986年，婦兒公司經歷了半年的拆建，建成了今天7700多平方米的5層商業樓。經營面積達6700平方米，設有自選、日化、服裝、床具、嬰童、家電六個商場，地面一層為超級市場，其中以售賣婦女兒童商品佔大多數，是目前廣州市內經營婦女兒童商品的老牌主題商店。

## 殊榮
在廣州百貨業中，婦兒公司頗具代表性，多屆的廣州市領導曾先後前往視察指導、題詞、給予支持。曾榮獲“中國明星企業”、“全國商業信譽企業”、“廣東省先進企業”、“廣東省文明單位”、“廣州市先進集體”、“廣州市誠信單位”等多項殊榮。 